# 魏玩
魏玩（1040年—1103年），又名魏芷，人稱魏夫人，字玉汝，一作玉如，女，襄陽鄧城（今河南鄧州市）人，北宋詞人，弟魏泰亦為文人。
魏玩自幼博览群书，以诗词见长，嫁曾鞏弟曾布為妻。曾布官至宰相，魏玩隨往京城汴梁。曾受朝廷褒封為魯國夫人。魏氏著有《魏夫人集》，詞作多寫閨情及吟詠景物，善於化用唐人詩句。作品多已散失，周泳先輯有《鲁國夫人詞》一卷，收有詩作一首，詞作十四闋。

## 作品
- 定風波 （页面存档备份，存于）

不是無心惜落花，落花無意戀春華，昨日盈盈枝上笑，誰道今朝吹去落誰家。把洒臨風千種恨，難問，夢裡雲散見無涯，妙舞清歌誰是主，回顾。高城不見夕陽斜。
- 菩薩蠻

溪山掩映斜陽裡，樓台影洞鴛鴦起。隔岸兩三家，出牆紅杏花。綠楊堤下路，早晚溪邊去。三見柳綿飛，離人猶未歸。
- 好事近 （页面存档备份，存于）

雨後曉寒輕，花外早鶯啼歇。愁聽隔溪殘漏，正一聲淒咽。
不堪西望去程賒，離腸萬回結。不似海棠陰下，按《涼州》時節。

## 評價
- 朱熹：“本朝婦人能文者，惟魏夫人及李易安二人而已。”
- 杨慎在《词品》中记载：“李易安、魏夫人，使在衣冠之列，当与秦观、黄庭坚争雄，不徒擅名于闺阁也。”
- 陈廷焯：“魏夫人詞筆頗有超邁處，雖非易安之敵，亦未易才也。”